# Гордість і упередження (телесеріал, 1958)
«Гордість і упередження» (англ. Pride and Prejudice) — британська телевізійна адаптація однойменного роману Джейн Остін 1813 року, створена телеканалом ВВС. У зйомках взяли участь: Ален Бейдел, Памела Біннз, Джейн Даунз, Сьюзен Лаял Ґрант, Меріан Спенсер, Вів'єн Мартін, Г'ю Сінклер, Вільям Сквайр, Джоан Керол, Джін Елвін, Колін Джевонс, Барбара Нью та Грета Вотсон. Було випущено шість півгодинних епізодів, які, ймовірно, транслювали у прямому ефірі (оскільки саме так зазвичай драми Бі-Бі-Сі цього періоду виходили на екрани) та робили записи серій для показу за кордоном. Вважається, що всі шість епізодів втрачені. Дизайнером став Стівен Банді.

## У ролях
| Актор               | Персонаж                                             |
| ------------------- | ---------------------------------------------------- |
| Джейн Даунз         | Елізабет Беннет (англ. Elizabeth Bennet)             |
| Ален Бейдел         | Фіцвільям Дарсі (англ. Fitzwilliam Darcy)            |
| Памела Біннз        | Мері Беннет (англ. Mary Bennet)                      |
| Сьюзен Лаял Ґрант   | Джейн Беннет (англ. Jane Bennet)                     |
| Меріан Спенсер      | місіс Беннет (англ. Mrs. Bennet)                     |
| Вів'єн Мартін       | Лідія Беннет (англ. Lydia Bennet)                    |
| Г'ю Сінклер         | містер Беннет (англ. Mr Bennet)                      |
| Вільям Сквайр       | Чарлз Бінглі (англ. Charles Bingley)                 |
| Джоан Керол         | місіс Ґардінер (англ. Mrs. Gardiner)                 |
| Джін Елвін          | слуга                                                |
| Колін Джевонс       | Джордж Вікгем (англ. George Wickham)                 |
| Барбара Нью         | Шарлотта Лукас (англ. Charlotte Lucas)               |
| Грета Вотсон        | Керолайн Бінглі (англ. Caroline Bingley)             |
| Гамілтон Дайс       | Едвард Ґардінер (англ. Edward Gardiner)              |
| Джек Мей            | Вільям Коллінз (англ. William Collins)               |
| Філліс Нілсон-Террі | леді Кетрін де Бурґ (англ. Lady Catherine de Bourgh) |
| Роберт Крюсдон      | полковник Фіцвільям (англ. Colonel Fitzwilliam)      |
| Джеремі Ґайдт       | капітан Денні (англ. Captain Denny)                  |
| Гейзел Г'юз         | леді Лукас (англ. Lady Lucas)                        |
| Маделін Томас       | місіс Рейнолдс (англ. Mrs. Reynolds)                 |

## Реакція
Серіал також транслював телеканал ABC (Австралія). Рецензент журналу «The Australian Women's Weekly» назвав його «чудовим» і високо оцінив акторську гру Джейн Даунз та Алена Бейдела.